# Skrivträning

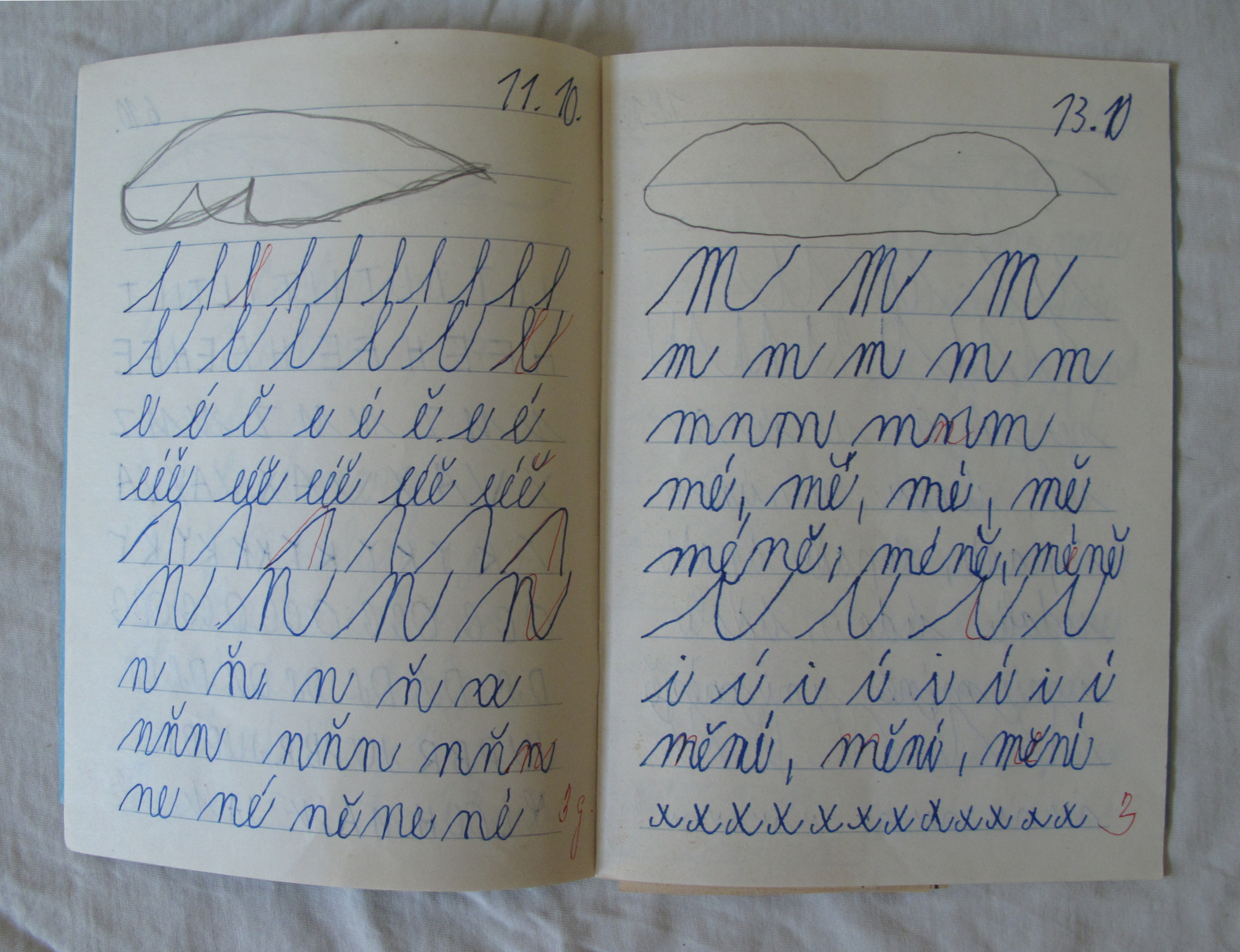
Skrivträning i ett skrivhäfte.

Skrivträning är att träna skrivning av bokstäver ur något alfabet, särskilt främmande sådana. Skrivträning görs ofta med hjälp av stödlinjer och genom upprepning av samma bokstav rad- eller spaltvis beroende på alfabet. Det finns även digitala hjälpmedel.